# Нодевей (Айова)
Нодевей (англ. Nodaway) — місто (англ. city) в США, в окрузі Адамс штату Айова. Населення — 74 особи (2020).

## Географія
Нодевей розташований за координатами 40°56′12″ пн. ш. 94°53′43″ зх. д. / 40.93667° пн. ш. 94.89528° зх. д. (40.936549, -94.895383).  За даними Бюро перепису населення США в 2010 році місто мало площу 1,39 км², уся площа — суходіл.

## Демографія
Згідно з переписом 2010 року, у місті мешкало 114 осіб у 47 домогосподарствах у складі 31 родини. Густота населення становила 82 особи/км².  Було 62 помешкання (45/км²).
Расовий склад населення:
| - 98,2 % — білих |

До двох чи більше рас належало 1,8 %. Частка іспаномовних становила 0,0 % від усіх жителів.
За віковим діапазоном населення розподілялося таким чином: 27,2 % — особи молодші 18 років, 54,4 % — особи у віці 18—64 років, 18,4 % — особи у віці 65 років та старші. Медіана віку мешканця становила 39,0 року. На 100 осіб жіночої статі у місті припадало 100,0 чоловіків;  на 100 жінок у віці від 18 років та старших — 88,6 чоловіків також старших 18 років.
Середній дохід на одне домашнє господарство  становив 38 072 долари США (медіана — 35 000), а середній дохід на одну сім'ю — 46 048 доларів (медіана — 39 063). За межею бідності перебувало 37,1 % осіб, у тому числі 42,4 % дітей у віці до 18 років та 11,1 % осіб у віці 65 років та старших.
Цивільне працевлаштоване населення становило 53 особи. Основні галузі зайнятості: освіта, охорона здоров'я та соціальна допомога — 30,2 %, транспорт — 20,8 %, роздрібна торгівля — 17,0 %.